# Genetika
Genetika (grčki γένεσις, 'podrijetlo') znanost je koja se bavi proučavanjem nasljeđivanja kod živih bića te pojava i uzroka međusobne sličnosti, ali i različitosti.
Genetika se bavi molekularnom građom i ulogama gena, ponašanjem gena na razini stanica ili organizma (npr. dominantnost i epigenetika), nasljeđivanjem roditeljskih gena kod potomaka, kao i rasprostranjenosti gena, varijacijama i promjenama u populaciji. Ako je dato da su geni univerzalni za sve žive organizme, genetika se može smatrati znanošću o svim živim bićima, od virusa i bakterija, preko biljaka (posebno uzgojnih kultura) do ljudi (npr. medicinska genetika).
Činjenica da živa bića nasljeđuju osobine od svojih roditelja već se od pretpovijesti koristila za poboljšavanje uzgojnih kultura i životinja selektivnim razmnožavanjem. Međutim, razvoj današnje genetike, koja pokušava shvatiti proces nasljeđivanja, počeo je djelovanjem Gregora Mendela sredinom 19. stoljeća. Iako on nije poznavao biološke temelje nasljeđivanja, Mendel je primijetio da organizmi nasljeđuju osobine preko diskretnih jedinica za nasljeđivanje, koje se danas zovu geni.
Geni odgovaraju područjima u DNK-a, molekuli koja se sastoji od različitih tipova nukleotida – sekvencija ovih nukleotida je genetička informacija koju organizmi naslijede. DNK se prirodno pojavljuje u obliku dviju isprepletenih uzvojnica, a nukleotidi se nalaze na svakoj uzvojnici i dopunjavaju jedni druge. Svaka uzvojnica može poslužiti za stvaranje još jedne – to je fizička metoda stvaranja kopija nasljednih gena.
Sekvenciju nukleotida u genu prevode stanice kako bi stvorile lanac aminokiselina, stvarajući proteine – raspored aminokiselina u proteinu odgovara redu nukleotida u tom genu. Ova veza između sekvencije nukleotida i sekvencije aminokiselina naziva se genski kod. Aminokiseline u proteinu određuju kako će se on preklapati u trodimenzionalnom obliku; ta struktura je, pak, odgovorna za funkciju proteina. Proteini izvršavaju gotovo sve funkcije koje su stanicama potrebne za život. Promjena DNK-a u genu može promijeniti aminokiseline proteina, mijenjajući njegov oblik i funkciju: to može dovesti do dramatičnih učinaka u stanici i cijelom organizmu.
Iako genetika igra važnu ulogu u izgledu i ponašanju organizama, ipak kombinacija genetike i onoga što je organizam iskusio daje krajnji rezultat. Na primjer, premda geni igraju važnu ulogu u određivanju visine organizma, njega i ostala stanja kroz koja on prođe nakon početka života također imaju velik utjecaj.

## Zakoni
1. Mendelov zakon – zakon o jednoličnosti generacije F1 (eng. law of dominance). Taj zakon govori da križanjem čiste linije jedinki, tj. homozigotnih roditelja (AA, aa) nastaju potomci generacije F1 koji su međusobno identični.
2. Mendelov zakon – zakon segregacije (eng. law of segregation). Zakon segregacije govori o razdvajanju alela tijekom mejoze u generaciji F2 uz stalne omjere pojedinih obilježja. Npr., kod monohibridnog križanja s dominacijom u generaciji F1 pojavit će se samo dominantna osobina, dok u generaciji F2 dominantna osobina dolazi u omjeru 3:1.
3. Mendelov zakon – zakon nezavisnog nasljeđivanja (eng. law of independent assortment). Taj zakon govori o tome da se pojedina svojstva, koja se nasljeđuju odvojeno, pri križanju dviju jedinki raspoređuju slučajno, bez nekakva pravila (ako geni za ta dva svojstva nisu na istom haplotipu, tj. blizu jedan drugom na istom kromosomu).

## Povijest
Iako je genetika kao znanost nastala primijenjenim i teorijskim radom Gregora Mendela sredinom 19. stoljeća, postojalo je više teorija nasljeđivanja prije Mendelove. Popularna teorija za Mendelovog vremena bio je koncept izmiješane nasljednosti: ideja da su potomci nasljeđivali srednju vrijednost osobina svojih roditelja. Mendelov rad je to pobio, pokazujući da se osobine sastoje od kombinacija više gena, a ne kontinuiranim miješanjem. Još jedna teorija koja je u to vrijeme imala određenu podršku bila je nasljeđivanje stečenih osobina: ideja da potomci nasljeđuju iskustva svojih roditelja. Za tu se teoriju (obično povezanu s Jean-Baptisteom Lamarckom danas zna da je neispravna – iskustva jedinki ne utječu na gene koje prenose potomcima. Ostale teorije bile su i pangeneza Charlesa Darwina (u koju su spadale i stečene i uobičajene osobine) i reformulacija pangeneze od strane Francisa Galtona.

### Mendelova i klasična genetika
Modernu genetiku započeo je Gregor Johann Mendel, njemačko-češki fratar i znanstvenik koji je istraživao prirodu nasljednosti kod biljaka. U svom istraživanju Versuche über Pflanzenhybriden (Eksperimenti hibridizacije biljaka), predstavljenom 1865. godine Društvu za istraživanje i prirodu u Brünnu, Mendel je pratio nasljeđivanje nekih osobina kod graška i opisao ih je matematički. Iako se ovaj način nasljeđivanja mogao pratiti samo kod nekoliko osobina, Mendelov rad je predložio da je nasljednost bila urođena, a ne stečena, i da su se načini nasljeđivanja mnogih osobina mogli objasniti jednostavnim pravilima i omjerima.
Važnost Mendelovog rada nije bila naširoko shvaćena sve do 1890-ih godina, nakon njegove smrti, kada su drugi znanstvenici, radeći na sličnim problemima, ponovo otkrili njegova istraživanja. William Bateson, predlagač Mendelovog rada, stvorio je riječ genetika 1905. godine. (Pridjev genetički, potiče od grčke riječi γένεσις, genesis, 'podrijetlo', antendatira imenici i prvi put je korištena u biološkom smislu 1860. godine.) Bateson je popularizirao korištenje riječi genetika za opisivanje istraživanja nasljednosti u svom inauguralnom obraćanju Trećoj internacionalnoj konferenciji o hibridizaciji biljaka u Londonu 1906. godine.
Nakon ponovnog otkrivanja Mendelovog rada, znanstvenici su pokušavali odrediti koje molekule u stanici su bile odgovorne za nasljeđivanje. Thomas Hunt Morgan je 1910. godine predložio da su se geni nalazili na kromosomima, na osnovu promatranja mutacije bijelog oka kod vinske mušice povezane sa spolom. Njegov student, Alfred Sturtevant, je 1913. godine iskoristio fenomen vezanih gena kako bi pokazao da su geni raspoređeni linearno na kromosomu.

### Molekularna genetika
Iako se znalo da se geni nalaze u kromosomima, kromosomi se sastoje i od proteina i od DNK-a – znanstvenici nisu znali koje od ovo dvoje je odgovorno za nasljeđivanje. Frederick Griffith je 1928. godine otkrio fenomen transformacije: mrtve bakterije mogle su prenijeti genetski materijal kako bi "transformirale" druge živuće bakterije. Šesnaest godina kasnije, 1944. godine, Oswald Theodore Avery, Colin McLeod i Maclyn McCarty identificirali su molekulu odgovornu za tu transformaciju kao DNK. Eksperiment Hershey-Chase 1952. godine također je pokazao da je DNK (a ne neki protein) genetički materijal virusa koji napadaju bakterije osiguravajući daljnje dokaze da je DNK molekula odgovorna za nasljeđivanje.
James D. Watson i Francis Crick su 1953. godine odredili strukturu DNK, koristeći radove na rendgenskoj strukturnoj analizi Rosalind Franklin i Mauricea Wilkinsa koji su pokazivali da je DNK imao spiralnu strukturu (oblika vadičepa). Njihov dvospiralni model imao je dvije vrpce DNK-a s nukleotidima okrenutim prema unutra, i svaki se poklapao s dopunskim nukleotidom na drugoj vrpci tvoreći "prečke"  uvrnutog stubišta. Ta struktura pokazala je da genetska informacija postoji u sekvenci nukleotida na svakoj vrpci DNK-a. Također je i ukazala na jednostavnu metodu dupliciranja: ako se vrpce podijele, nova partnerska vrpca može se rekonstruirati za svaku na osnovi sekvencije stare vrpce.
Iako je struktura DNK-a pokazala kako nasljednost funkcionira, još uvijek se nije znalo kako DNK utječe na ponašanje stanice. Tijekom sljedećih godina, znanstvenici su pokušavali da shvatiti kako DNK kontrolira proces stvaranja proteina. Otkrili su da se stanica koristi DNK-om kao portal za stvaranje odgovarajuće glasničkog RNK-a (molekule s nukleotidima, vrlo slične DNK-u). Sekvenca nukleotida glasničkog RNK-a koristi se za stvaranje sekvence aminokiselina u proteinu; ovo prevođenje između sekvencjai nukleotida i aminokiselina naziva se genski kod.
S molekularnim shvaćanjem nasljednosti, postala je moguća prava eksplozija istraživanja. Jedan važan pomak bio je razvoj lančane terminacije sekvenciranja DNK-a 1977. godine od strane Fredericka Sangera. Ova tehnologija omogućila je znanstvenicima čitanje sekvence nukleotida molekule DNK. Godine 1983. Kary Banks Mullis razvio je lančanu reakciju polimerazom, omogućavajući brz način za izoliranje i povećavanje nekog dijela DNK. Kroz udružene napore Projekta humanog genoma i paralelnih privatnih napora od strane Celera Genomicsa, ove i ostale tehnike su kulminirale u sekvenciranju ljudskog genoma 2003. godine.

## Osobine nasljeđivanja

### Diskretno nasljeđivanje i Mendelovi zakoni
Na svom najosnovnijem nivou, nasljeđivanje kod organizama dešava se preko gena. Tu osobinu prvi je put primijetio Gregor Mendel, koji je istraživao segregaciju nasljednih osobina kod graška. U svojim eksperimentima s bojom cvijeta Mendel je primijetio da su cvjetovi svakog graška bili ili ljubičasti ili bijeli, ali nikada osrednje boje. Te različite, diskretne verzije istog gena nazivaju se aleli.
U slučaju graška, koji je diploidna vrsta, svaka induvidualna biljka ima dva alela svakog gena, po jedan od svakog roditelja. Mnoge vrste, uključujući i ljude, imaju ovakav način nasljeđivanja. Diploidni organizmi s dvije kopije istog alela datog gena nazivaju se homozigoti, a organizmi s dva različita alela datog gena nazivaju se heterozigoti.
Skupina alela datog organizma zove se genotip, a vidljive osobine organizma nazivaju se fenotip. Kada organizmi imaju jedan gen heterozigotan, jedna alela se obično naziva dominantnom (jer njene osobine dominiraju nad fenotipom organizma), dok se druga naziva recesivnom (jer se njezine osobine ne pokazuju). Neke alele nemaju potpunu dominantnost i umjesto toga imaju nepotpunu dominantnost, pokazujući osrednji fenotip, ili kodomonanciju pokazujući obadvije alele.
Kada se par organizama spolno razmnožava, njihovi potomci nasumično nasljeđuju jednu od dvije alele od svakog roditelja. Ova promatranja diskretne nasljednosti i segregacija alela nazivaju se Prvi Mendelov zakon.

### Zapisivanje i dijagrami
Genetičari koriste dijagrame i simbole za opisivanje nasljeđivanja. Gen se predstavlja s jednim ili nekoliko slova. Simbol "+" se često koristi za označavanje uobičajene, nemutirane alele gena.
U eksperimentima s razmnožavanjem i oplođivanjem (i posebno kada se diskutiraju Mendelovi zakoni) roditelji se nazivaju "P" generacijom, a njihovi potomci "F1" generacijom. Kada se potomci generacije F1 spare jedni s drugima, njihovi potomci se nazivaju generacijom "F2". Jedan od dijagrama koji se često koriste za predviđanje rezultata ukrštanja je Punnettov kvadrat.
Kada istražuju ljudske genetičke bolesti, genetičari često koriste karton s pedigreom radi predstavljanja nasljednosti osobina. Ovi kartoni mapiraju nasljednost neke osobine u obiteljskom stablu.

### Interakcija više gena
Organizmi imaju tisuće gena, a kod organizama koji se spolno razmnožavaju ti geni se uglavnom asortiraju neovisno jedni o drugima. To znači da nasljeđivanje alele za žutu ili zelenu boju graška nije povezana s nasljeđivanjem alela za bijele ili ljubičaste cvjetove. Ovaj fenomen, poznat kao "Treći Mendelov zakon" ili "Zakon nezavisnog nasljeđivanja", pokazuje da se alele različitih gena izmiješaju kako bi se dobilo potomstvo s više različitih kombinacija.
Često različiti geni mogu međudjelovati na način koji utječe na istu osobinu. Kod vrste Omphalodes verna, na primjer, postoji gen s alelama koje određuju boju cvjetova: plavu ili magenta. Jedan drugi gen, međutim, određuje hoće li cvjetovi uopće imati boju, ili će biti bijeli. Kada biljka ima dvije kopije ove alele za bijelu boju, njezini cvjetovi su bijeli bez obzira na to da li prvi gen ima plave ili magenta alele. Ova interakcija među genima naziva se epistaza; drugi gen je epistatičan prvom.
Mnoge osobine nisu diskretne (npr. ljubičasti ili bijeli cvjetovi), već su kontinuirane (npr. visina i boja kože). Ove kompleksne osobine su produkti mnogih gena. U utjecaju ovih gena posrednu ulogu, do nekog stupnja, ima okolina u kojoj organizam živi. Stupanj do kojeg geni organizma doprinose kompleksnoj osobini naziva se heritabilnost. Mjerenje heritabilnosti neke osobine je relativno - u varijabilnijem staništu ono ima veći utjecaj na krajnju varijaciju osobine. Na primjer, visina čovjeka je osobina s kompleksnim uzrocima. Ima heritabilnost od 89% u SAD-u. Međutim, u Nigeriji, gdje ljudi imaju slabiji pristup hrani i zdravstvenoj njezi, visina ima heritabilnost od samo 62%.

## Molekularna osnova za nasljednost

### DNK i kromosomi
Molekularna osnova za gene je dezoksiribonukleinska kiselina (DNK). D se sastoji od lanca nukleotida, kojih ima četiri tipa: adenin (A), citozin (C), guanin (G) i timin (T). Genetske informacije se u sekvenci nalaze u nukleotidama, a geni su dijelovi sekvence na lancu DNK. Virusi su jedini izuzetak kod ovog pravila - oni ponekada rabe jako sličan RNK umjesto DNK-a kao genetski materijal.
DNK je molekula od dvije vrpce, oblika dvostruke spirale. Svaka nukleotida DNK-a se uparuje s partnerskom nukleotidom na drugoj vrpci: A s T, C s G. Prema tome, u dvospiralnom obliku, svaka vrpca ima sve potrebne informacije. Ova struktura DNK-a je fizička osnova za nasljeđivanje: replikacijom DNK-a genetska informacija se duplicira podjelom vrpci i korištenjem svake vrpce za sintezu nove partnerske vrpce.
Geni su raspoređeni linearno duž dugih lanaca sekvence DNK, zvanih kromosomi. Kod bakterija, svaka stanica obično sadrži jedan kružni kromosom, a eukariotski organizmi (uključujući i biljke i životinje) imaju DNK raspoređenu u više linearnih kromosoma. Te vrpce DNK-a su često izuzetno duge; najveći ljudski kromosom je, na primjer, dug 247 baznih parova. DNK kromosoma se povezuje sa strukturalnim proteinima koji organiziraju, zbijaju i kontroliraju prilaz DNK stvarajući materijal zvan hromatin; kod eukariota se hromatin obično sastoji od nukleosoma, segmenata DNK-a oko centra histona proteina. Cjelokupni nasljedni materijal u organizmu (obično kombinirane sekvence DNK-a svih kromosoma) naziva se genom.
Dok haploidni organizmi imaju samo jednu kopiju svakog kromosoma, većina životinja i mnoge biljke su diploidne, s po dva od svakog kromosoma i time dvije kopije svakog gena. Dvije alele za gen nalaze se na identičnim mjestima sestrinskih hromatida, svaka naslijeđena od jednog roditelja.
Mnoge vrste također imaju takozvane spolne kromosome. Oni su posebni po tome što određuju spol organizma. Kod ljudi i mnogih drugih životinja, Y kromosom sadrži gen koji potiče razvoj specifično muških osobina. U evoluciji je ovaj kromosom izgubio većinu svog sadržaja i također i većinu gena, dok je X kromosom sličan drugim kromosomima i sadrži više gena. X i Y kromosom formiraju heterogen par prije ćelijske diobe.

### Razmnožavanje
Pri staničnoj diobi, njezin cijeli genom se kopira i svaka stanica-kćerka nasljeđuje jednu kopiju. Ovaj proces, po imenu mitoza, je najjednostavniji način razmnožavanja i osnova je bespolnog razmnožavanja. Bespolno razmnožavanje se pojavljuje i kod višestaničnih organizama, stvarajući potomke koji nasljeđuju svoj genom od jednog roditelja. Potomci koji su većinski identični svojim roditeljima nazivaju se klonovi.
Eukariotski često preko spolnog razmnožavanja stvaraju potomke koji posjeduju mješavinu genetskog materijala od dva različita roditelja. Proces spolnog razmnožavanja se mijenja između oblika koji imaju jednu kopiju genoma stanice (haploidan) i dvije kopije (diploidan). Haploidne stanice se spajaju i kombiniraju genetski materijal kako bi stvorile diploidnu stanicu s uparenim kromosomima. Diploidni organizmi postaju haploidni dijeljenjem, bez repliciranja DNK, kako bi stvorili stanicu-kćer koja nasumično nasljeđuje jedan od svakog para kromosoma. Većina životinja i mnoge biljke su diploidne većinu svog života, a haploidni oblik se svodi na jednostanične gamete kao što je sperma ili jajna stanica.
Iako ne koriste haploidnu/diploidnu metodu spolnog razmnožavanja, bakterije imaju mnogo metoda nasljeđivanja novih genetskih informacija. Neke bakterije mogu proći kroz konjugaciju, prenoseći maleni kružni dio DNK-a drugoj bakteriji. Bakterije također mogu preuzeti sirove fragmente DNK-a iz staništa i integrirati ih u svoje genome, fenomen po imenu preobrazba. Ti procesi rezultiraju horizontalnim prijenosom gena, prenoseći djeliće genetskih informacija između organizama koji inače ne bi bili u srodstvu.

### Rekombinacija i povezivanje
Diploidna priroda kromosoma omogućava genima na različitim kromosomima da se nezavisno asortiraju tijekom spolnog razmnožavanja, rekombinirajući se da bi stvorili nove kombinacije gena. Geni istog kromosoma se teorijski nikada ne bi rekombinirali, da se to ne dešava zbog krosing-overa. Tijekom krosing-overa kromosomi razmjenjuju djeliće DNK, efikasno miješajući alele između kromosoma. Ovaj proces krosing-overa obično se pojavljuje tijekom mejoze.
Vjerojatnoća krosing-overa kod kromosoma između dvije date točke na kromosomu povezane su s razdaljinom između tih točki. Kada je razdaljina veća, vjerojatnost krosing-overa je dovoljno visoka da je nasljeđivanje gena efektivno nekorelirano. Međutim, kod gena koji su blizu jedni drugima niža vjerojatnost krosing-overa znači da geni pokazuju genetsko povezivanje – alele za dva gena se obično zajedno nasljeđuju. Količina povezanosti između više gena može se kombinirati za stvaranje linearne mape povezivanja koja približno opisuje raspored gena duž kromosoma.

## Izražavanje gena

### Genski kod
Geni obično izražavaju svoj funkcionalni efekt stvaranjem proteina, kompleksnih molekula zaduženih za većinu funkcija u stanici. Proteini su lanci aminokiselina, a sekvenca DNK-a se koristi za stvaranje specifičnih sekvenci proteina. Ovaj proces počinje stvaranjem molekule RNK sa sekvencom podudarnom sa sekvencom gena DNK-a; ovaj proces se naziva transkripcija.
Ova molekula glasničkog RNK-a se zatim koristi za stvaranje odgovarajuće aminokiselinske sekvence procesom zvanim translacija. Svaka grupa od tri nukleotide u sekvenci, zvana kodon, odgovara ili jednoj od dvadeset mogućih aminokiselina u proteinu ili ima naredbu da završi aminokiselinsku sekvencu; ovo odgovaranje naziva se genski kod. Tok informacija je jednosmjeran: informacije se prenose od nukleotidnoj sekvenci u aminokiselinsku sekvencu u proteinima, ali nikada se ne prenosi od proteina nazad u sekvencu DNK-a, fenomen koji je Francis Crick nazvao centralnom dogmom molekularne biologije.
Specifična aminokiselinska sekvenca rezultira jedinstvenom 3-D strukturom tog proteina, a 3-D strukture proteina su povezane s njihovim funkcijama. Neki su jednostavne strukturne molekule, kao tkiva koja formira protein kolagen. Proteini se mogu povezati s drugim proteinima i jednostavnim molekulama, ponekada vršeći funkciju enzima omogućavanjem kemijskih reakcija u povezanim molekulama (bez mijenjanja strukture samog proteina). Struktura proteina je dinamična; protein hemoglobin se savija u neznatno drugačije oblike omogućavajući hvatanje, prenošenje i otpuštanje molekula kisika u krvi sisavaca.
Jedna razlika u jednoj nukleotidi u DNK-u može izazvati promjenu u aminokiselinskoj sekvenci proteina. Budući da su strukture proteina rezultat njihovih aminokiselinskih sekvenci, neke promjene mogu dramatično promijeniti osobine proteina destabilizirajući njegovu strukturu ili mijenjajući površinu proteina na taj način da mijenja njegovu interakciju s ostalim proteinima i molekulama. Na primjer, anemija srpastih stanica, ljudska genetska bolest koja je nastala jednom osnovnom razlikom u kodirajućem regionu za β-globin sekciju hemoglobina, izazivajući jednu promjenu u aminokiselini koja mijenja fizička svojstva hemoglobina. Srpaste verzije stanica povezuju se jedne s drugima, stvarajući tkiva koja remete oblik crvenih krvnih zrnaca koja nose protein. Ove stanice srpastog oblika više ne mogu teći normalno kroz krvotok, pa se nakupljaju i propadaju izazivajući medicinske probleme povezane s bolešću.
Neki geni transkribiraju se u RNK ali ne transkribiraju u proteinske produkte, takve molekule RNK-a nazivaju se nekodirajuće RNK. U nekim se slučajevima ovi produkti preklapaju u strukture koje su uključene u važne životne funkcije stanice. RNK također može imati regulatorni efekt interakcijama hibridizacije s ostalim molekulama RNK.

### Priroda protiv njege
Iako geni sadrže sve informacije koje organizam koristi kako bi funkcionirao, okolina igra važnu ulogu u određivanju konačnog fenotipa - fenomen poznat kao priroda protiv njege. Fenotip organizma zavisi o interakciji gena s okolinom. Jedan primjer za ovo je slučaj mutacija osjetljivih na temperaturu. Obično jedna promjena aminokiseline u sekvenci proteina ne mijenja njegovo ponašanje i interakciju s drugim molekulama, ali ipak destabilizira strukturu. U staništu s visokom temperaturom, kada se molekule brže kreću i sudaraju, to rezultira time da protein gubi svoju strukturu i ne uspijeva funkcionirati. Međutim, u okolini s niskom temperaturom, sutruktura proteina je stabilna te on normalno funkcionira. Ovaj tip mutacije može se pronaći kod boje krzna sijamskih mačaka, gdje mutacija u enzimu zaduženom za boju krzna izaziva njegovo destabiliziranje i gubljenje funkcije na visokoj temperaturi. Protein ostaje funkcionalan u hladnijim dijelovima kože – na nogama, ušima, repu i licu – pa tako mačka ima tamnije krzno na ekstremitetima.
Stanište također ima dramatičnu ulogu u efektima na ljudsku genetsku bolest fenilketonuriju. Mutacija koja izaziva fenilketonuriju ometa mogućnost tijela da razlaže aminokiselinu fenilalanin, što izaziva toksično nakupljanje srednje molekule koja, opet, izaziva jake simptome progresivne mentalne zaostalosti i napadaja. Međutim, ako osoba s fenilokenturijom slijedi strogu dijetu bez navedene aminokiseline ona će ostati normalna i zdrava.
Popularna metoda za određivanje koliku ulogu priroda i njega igraju je istraživanje jednojajčanih i dvojajčanih blizanaca ili braću/sestre višestruke trudnoće. Budući da jednojajčani blizanci dolaze od istog zigota, oni su genetički isti. Dvojajčani blizanci su, međutim, isto toliko različiti kao i normalna braća i sestre. Upoređujući koliko često neki blizanac ima isti poremećaj između dvojajčanih i jednojajčanih blizanaca, znanstvenici mogu vidjeti da li više efekta ima priroda ili njega. Jedan poznati primjer istraživanja višestruke trudnoće su Genain četvorke, koje su bile jednojajčane četvorke sa šizofrenijom.

### Reguliranje gena
Genom datog organizma sadrži tisuće gena, ali ne moraju svi ti geni biti aktivni u nekom datom trenutku. Gen se izražava kada se transkribira u mRNA (i prevodi u protein), a postoje mnoge stanične metode kontroliranja izražavanja gena tako da se proteini stvaraju samo kada ih stanica treba. Transkripcijski faktori su regulatorni proteini koji se povezuju na početku gena, promovirajući ili sprječavajući transkripciju gena. Na primjer, u genomu bakterije Escherichia coli postoji više gena potrebnih za sintezu aminokiseline triptofana. Međutim, kada je triptofan već prisutan u stanici, ovi geni za sintezu triptofana više nisu potrebni. Prisustvo triptofana direktno utječe na aktivnost gena - molekule triptofana vezuju se s represorom triptofana (transkripcijskim faktorom), mijenjajući strukturu represora tako da se represor povezuje s genima. Represor triptofana blokira transkripciju i izražavanje gena, pa tako stvara negativne povratne informacije za proces regulacije sinteze triptofana.
Razlike u izražavanju gena su izrazito jasno određene kod višestaničnih organizama, kod kojih sve stanice sadrže isti genom ali imaju vrlo različite strukture i ponašanje zbog izražavanja različitih skupine gena. Sve stanice u višestaničnom organizmu potiču od jedne stanice i raspoređuju se u razne tipove stanica kao odgovor na vanjske i međustanične signale i postupno osnivaju različite tipove izražavanja gena kako bi se stvorilo različito ponašanje. Budući da ne postoji jedan gen zadužen za razvoj struktura u višestaničnim organizmima, ovi tipovi potiču od složenih interakcija mnogih stanica.
Kod eukariota postoje strukturalne osobine kromatina koje utječu na transkripciju gena, često u obliku modifikacija DNK-a i kromatina koje se stalno nasljeđuju od stanica kćeri. Ove osobine nazivaju se epigenetske zato što postoje na vrhu sekvence DNK-a i zadržavaju nasljeđivanje od jedne generacije stanica do druge. Zbog epigenetskih osobina, različiti tipovi koji nastanu u istom medijumu mogu zadržati veoma različite osobine. Iako su epigenetske osobine uglavnom dinamične tijekom razvoja, neke, kao u fenomenu paramutacije, imaju multigeneracijsko nasljeđivanje i postoje kao rijetki izuzetci u generalnom pravilu DNK-a kao baze za nasljeđivanje.

## Genetske promjene

### Mutacije
Tijekom procesa replikacije DNK-a u polimerizaciji druge trake često se događaju greške. Ove greške, koje se zovu mutacije, mogu utjecati na fenotip organizma. Greške su vrlo rijetke: 1 greška na svakih 10 – 100 milijuna baza. Procesi koji povećavaju broj promjena DNK-a nazivaju se mutageni: mutagenske kemikalije promoviraju greške u replikaciji DNK, često utjecanjem na uparivanje traka, dok UV zračenje potiče mutacije stvarajući štetu na strukturi DNK. Kemijska šteta na DNK-a se također pojavljuje i prirodno, a stanice upotrebljavaju mehanizme popravljanja DNK za ispravljanje neispravnih veza i lomova u DNK-u. Međutim, popravljanje ponekada ne uspijeva vratiti DNK na njegovu prvobitnu sekvencu.
Kod organizama koji koriste krosing-over za razmjenu DNK-a i rekombiniranje gena, greške u svrstavanju tijekom mejoze također mogu izazvati mutacije. Greške tijekom krosing-overa su veoma česte kada slične sekvence izazivaju da partnerski kromosomi prime krivo svrstavanje; ovo čini neke regije u genomima sklonijim mutiranju na ovaj način. Ove greške stvaraju velike strukturalne promjene u sekvenci DNK-a: duplikacije, inverzije ili brisanje cijelih regija ili slučajno razmjenjivanje cijelih dijelova između različitih kromosoma (zvano translokacija).

### Prirodni odabir i evolucija
Mutacije mijenjaju genotip organizma i to često izaziva pojavu različitih fenotipa. Većina mutacija ima malen učinak na feotip, zdravlje i mogućnost spolnog razmnožavanja nekog organizma. Mutacije koje imaju učinak obično su štetne, ali s vremena na vrijeme mogu biti korisne. Istraživanje na muhi Drosophila melanogaster pokazalo je da ako mutacija promijeni protein kojeg je napravio gen, oko 70% tih mutacija bit će štetno, a ostale će biti neutralne ili pomalo korisne.
Populaciona genetika istražuje rasprostranjenost genetskih razlika u populaciji i kako se ova rasprostranjenost mijenja tijekom vremena. Na promjene u učestalosti alela u populaciji utječe prirodni odabir, gdje dati alel daje selektivnu ili reproduktivnu prednost organizmu, kao i ostali faktori kao što su genetski drift, umjetni odabir i premještanje gena.
Preko mnogo generacija genomi organizama mogu se značajno promijeniti, rezultirajući fenomenom evolucije. Odabir korisnih mutacija može izazvati evoluiranje neke vrste u oblike koji su bolje prilagođeni preživljavanju u svojem staništu, proces koji se zove adaptacija. Nove vrste se formiraju procesom specijacije, često izazvane geografskim preprekama koje sprječavaju razmjenu gena između populacije.
Uspoređivanjem homologije između genoma različitih vrsta moguće je izračunati evolucijsku udaljenost među njima i kada su se divergirali. Genetsko uspoređivanje se uglavnom smatra točnijom metodom karakteriziranja povezanosti između vrsta nego uspoređivanje fenotipskih osobina.[nedostaje izvor] Evolucijska distanca između vrsta može se iskoristiti za formiranje evolucijskog stabla; ta stabla predstavljaju zajedničkog pretka i divergenciju vrsta tijekom vremena, iako ne pokazuju prijenos genetskog materijala između nesrodnih vrsta.

## Istraživanje i tehnologija

### Modelni organizmi i genetika
Iako su genetičari u početku istraživali nasljednost kod mnogih vrsta organizama, počeli su se specijalizirati u istraživanju genetike jedne određene grupe organizama. Činjenica da su važna istraživanja već bila izvršena na nekom organizmu poticala je buduće znanstvenike da koriste upravo taj organizam za daljnja istraživanja, pa je na taj način nekoliko modelnih organizama postalo osnova većine genetskih istraživanja. Česti predmeti genetskih istraživanja kod modelnih organizama su regulacija gena i utjecaj gena u razvoju i kod karcinoma.
Organizmi su jednim dijelom birani zbog pogodnosti - kratak život jedne generacije i jednostavna manipulacija genima učinila je neke organizme popularnim alatima za istraživanje. Naširoko korišteni modelni organizmi su Escherichia coli, biljka Arabidopsis thaliana, pivski kvasac (Saccharomyces cerevisiae), oblić Caenorhabditis elegans, vinska mušica (Drosophila melanogaster) i kućni miš (Mus musculus).

### Istraživanje u medicinskoj genetici
Medicinska genetika pokušava shvatiti kako se genetske varijacije oslikavaju na ljudsko zdravlje i bolesti. Kada traže nepoznati gen koji je možda povezan s nekom bolesti, znanstvenici često koriste vezane gene i gnetske karte s pedigreom kako bi našli lokaciju na genomu povezanu s tom bolešću. Na nivou populacije, znanstvenici koriste Mendelovu randomizaciju, tehniku vrlo korisnu za multigenetske osobine (one koje ne prouzrokuje jedan gen) kako bi pronašli lokacije u genomu koje su povezane s bolešću. Kada se gen-kandidat pronađe, daljnje istraživanje se često vrši na odgovarajućem genu (ortolognom genu) kod modelnih organizama. Uz istraživanje genetskih bolesti, povećana dostupnost tehnika za mijenjanje gena dovela je do polja farmakogenetike, koja istražuje kako genotip utječe na odgovore organizma pri konzumiranju droge.
Jedinke se razlikuju u tendenciji prema razvijanju raka, a rak je genetska bolest. Proces razvoja raka u tijelu je kombinacija događaja. Tijekom diobe stanica u tijelu često se dešavaju mutacije. Iako ove mutacije potomstvo neće naslijediti, mogu utjecati na ponašanje stanica, što ponekada dovodi do njihovog bržeg rasta i diobe. Postoje biološki mehanizmi koji pokušavaju zaustaviti ovaj proces; netočno podijeljenim stanicama šalju se signali koji bi trebali izazvati smrt stanice, ali ponekada se dese mutacije koje izazivaju ignoriranje ove poruke. U tijelu se pojavljuje unutrašnji proces prirodne selekcije i na kraju se mutacije nagomilaju u stanicama i potiču svoj vlastiti rast, stvarajući kancerogene tumore koji rastu i zauzimaju razna tkiva na tijelu.

### Tehnike istraživanja
DNK se može manipulirati u laboratoriju. Restrikcijski enzimi često se rabe za rezanje DNK-a na određenom dijelu sekvence, stvarajući predvidljive fragmente DNK. Fragmenti DNK-a mogu se vizualizirati korištenjem elektroforeze gelom, koja dijeli fragmente na osnovu njihove dužine.
Korištenje DNK ligaze omogućava da se djelići DNK-a povežu, pa povezivanjem djelića DNK-a iz raznih izvora, znanstvenici mogu napraviti rekombinantni DNK. Često povezana s genetski modificiranim organizmima, rekombinantni DNK često se upotrebljava u kontekstu plazmida: kratkih kružnih dijelova DNK-a s nekoliko gena na njima. Ubacivanjem plazmida u bakterije i uzgajanjem tih bakterija na tanjuru s agarom (kako bi se izolirali klonovi stanica bakterija), znanstvenici mogu molekularno klonirati ubačeni fragment DNK-a.
DNK se također može proširivati procedurom lančane reakcije polimerazom (PCR). Korištenjem određene kratke sekvence DNK-a, PCR može izolirati i eksponencijalno proširiti određenu regiju DNK-a. Budući da može širiti iz veoma malenih količina DNK-a, PCR se također često koristi za otkrivanje prisustva neke određene sekvence DNK-a.

### Sekvenciranje i genomika DNK-a
Jedna od najosnovnijih tehnologija razvijenih za istraživanje genetike, sekvenciranje DNK-a omogućava znanstvenicima da određuju sekvencu nukleotida dijelove DNK. Frederick Sanger i suradnici razvili su ga 1977. godine i on se sada rutinski koristi za sekvenciranje. Znanstvenici su s ovom tehnologijom u stanju da istraže molekularne sekvence povezane s mnogim ljudskim bolestima.
Budući da je sekvenciranje postalo jeftinije, znanstvenici su sekvencirali genome mnogih organizama, koristeći komputacionalne alate za povezivanje sekvence više fragmenata. Ovom tehnikom je također sekvenciran ljudski genom, što je dovelo do završetka Projekta humanog genoma 2003. godine. Nove tehnologije za sekvenciranje dramatično snižavaju cijenu sekvenciranja DNK-a, a mnogi znanstvenici se nadaju da će se cijena za ponovno sekvenciranje ljudskog genoma sniziti na tisuću dolara.
Velika količina sekvenciranih podataka stvorila je polje genomike, nauke koja koristi komputacionalne alate za potragu i analiziranje dijelova cijelog genoma nekog organizma. Genomika se također može smatrati potpoljem bioinformatike.

## Temeljne definicije u genetici
Aleli ili genske varijante su alternativni oblici sekvencije DNK-a. Ako su pronađeni u više od 1% populacije, onda se njihove pozicije na genomu nazivaju polimorfičnim lokusima. Posljedično, varijacije u sekvenciji DNK-a dovode do razlika u fenotipovima pojedinaca.
Analiza povezanosti (engl. linkage analysis) mjeri povezanost bolesti unutar zahvaćenih obitelji s genskim biljezima. Potrebno je imati više od jedne generacije obitelji da bi se mogla pratiti segregacija biljega i bolesti na potomstvo. Idealni su polimorfični biljezi jednoliko raspoređeni duž genoma. Ako je biljeg povezan s fenotipom, može se očekivati da će se zajedno prenositi na potomstvo. Udaljenost između biljega i fenotipa (gena) može se izračunati ovisno o broju rekombinacija tijekom mejoze.
Centimorgan (cM) je mjera genske udaljenosti, a otprilike odgovara udaljenosti dvaju lokusa koji pokazuju 1 % rekombinacije. Delecija je vrsta mutacije karakterizirana gubitkom dijela DNK-a, što može dovesti do bolesti ili abnormalnosti ako je zahvaćen gen ili dio gena.
Genetički markeri su posebni dijelovi gena odnosno dio DNK-a koji služi za otkrivanje ili korištenje određenih osobina koje su poželjne da se izraze kod date biljke. Markeri se najviše koriste u oblasti agronomije gdje se kod raznih povrtarskih kultura, pomoću markera poboljšavaju njihove fenotipske osobine. Značajnu ulogu kod otkrivanja, umnožavanja i samog korištenja genetičkih markera ima PCR.
Geni kandidati su geni za koje se smatra da su mogući uzročnici fenotipa/bolesti. Da bi se pojedini gen proglasio kandidatom mora imati odgovarajući položaj na genomu (unutar QTL-a) te bi trebao kodirati proteine za koje je poznato da sudjeluju u pojedinim regulacijskim mehanizmima traženog stanja/bolesti, bilo na temelju podataka iz literature ili rezultata prethodnih istraživanja.
Genomom nazivamo cjelokupnim DNK-om koju posjeduje jedinka.
Genomika je različita od genetike, a proučava organizaciju i evolucijsku povijest DNK-a. Ljudski genom ima oko tri milijarde nukleotida, odnosno oko 30.000 gena.
Genski biljezi rabe se pri genotipiziranju, a najčešće su to SSLP (engl. short sequence length polymorphism) te mikrosatelitski biljezi. Biljezi označavaju mjesta u genomu na kojima se ponavljaju CA dinukleotidi različit broj puta, a pokazuju visok stupanj polimorfizma među pojedincima.
Haplotip – segment DNK-a s pripadajućim genima na jednom kromosomu koji se nasljeđuje u „paketu“ (nema mogućnosti rekombinacije zbog blizine gena).
Insercija je oblik kromsomske abnormalnosti, odnosno mutacije, kod koje je dio DNK-a umetnut unutar gena narušavajući tako njegovu normalnu strukturu i funkciju. Kloniranje gena je proces identifikacije gena koji se temelji na poznavanju produkta gena (protein), a sastoji se od određivanja redoslijeda aminokiselina te korištenja tih informacija u otkrivanju gena.
Kosegregacija (engl. cosegregation) je pojava nasljeđivanja dvaju ili više povezanih gena na istom kromosomu (haplotip). 
Mikrosateliti (eng. microsatellites) su kratki segmenti ponavljajućih oligonukleotida raspoređenih duž nekodirajućeg dijela genoma (npr. ATTATTATTATTATT...).
Mikrosatelitna nestabilnost (engl. microsatellite instability) je promjena u redosljedu nukleotida uzrokovana insercijom ili delecijom mikrosatelita. Ova pojava nastaje kao posljedica nemogućnosti stanica da poprave pogreške u redosljedu nukleotida nastale tijekom umnažanja DNK. Nakupljanje ovih promjena može dovesti do maligne transformacije stanice (npr. kod karcinoma debelog crijeva).
Mutacija je proces u kojem se remeti redoslijed nukleotida (sekvencija DNK), a može zahvatiti jedan ili više nukleotida. Promjena nukleotida može (ali i ne mora) posljedično dovesti do promjene redoslijeda aminokiselina, odnosno strukture proteina.
Nasljednost ili heritabilitet – h2 (eng. heritability) opisuje koliki je dio varijacije fenotipa uzrokovan genskim varijacijama. Izračunava se statističkim metodama, a specifičan je za populaciju, odnosno fenotip.
Neravnoteža spoja (engl. LD – linkage disequilibrium) ili asocijacijske studije koriste se za proučavanje kosegregacije bolesti (gena) i biljega između različitih zahvaćenih obitelji, čak i između jedinki koje nisu u srodstvu. Kako bi se na ovaj način otkrili geni, potrebno je imati ispitanike (bolesnike) i kontrole s približno jednakim frekvencijama alela. Kako to često nije slučaj, u ispitivanjima se koristi nezahvaćena rodbina kao kontrolna skupina. Naime, u idealnim bi uvjetima biljeg i gen (fenotip) trebali imati mogućnost slobodne rekombinacije i segregacije u potomstvu. Ako je biljeg blizu ciljanog gena (fenotipa) onda je vjerojatnost da se među njima dogodi rekombinacija vrlo mala te će haplotip (točno određena sekvencija kromosoma s biljezima i ciljanim genom) biti prenesen na potomstvo zajedno s bolešću. Za takve se alele/biljege kaže da su u neravnoteži (disekvilibriju) povezanosti.
Pleotropija  je pojava više od jednog fenotipa ili bolesti koje su uzrokovane istim genima (npr. opisani zajednički genski čimbenik koji je medijator hipertenzije, dijabetesa i pretilosti među blizanacima iz Sjeverne Amerike).
Polimorfizam obično uključuje promjenu samo jednog nukleotida (SNP), deleciju manjeg ili većeg dijela sekvencije DNK-a, umetanje određenog broja nukleotida ili pak ponavljanja di-, tri- ili oligonukleotida različit broj puta, a koji varira među pojedincima.
Pozicijsko kloniranje je proces identifikacije gena koji uzrokuje ciljani fenotip/bolest koji se temelji na položaju gena na genomu. Taj proces uključuje izradu genskih karata, analize povezanosti te korištenje bioinformatičkih alata. Kod ovog pristupa nije nužno poznavanje biokemijske osnove bolesti, kao ni poznavanje produkta gena.
QTL – mjesto količinskih značajki (engl. quantitative trait loci) je genski lokus (područje genoma) koji je identificiran na temelju statističke analize složenog fenotipa, kao npr. tjelesna visina ili masa, arterijski tlak i slično, a koji je uglavnom uzrokovan interakcijom više gena i izvanjskih čimbenika.
Rekombinacijska frakcija (θ) je mjera vjerojatnosti da gameta ima rekombinaciju između dva ciljana lokusa.
Rekombinantna genska karta je karta dobivena računanjem broja rekombinacija (koje se događaju za vrijeme mejoze) na pojedinom kromosomu, odnosno određivanjem položaja i rekombinacija genskih biljega (alela) dobivenih genotipiziranjem.
Skeniranje genoma uobičajeno se radi zbog procjena kosegregacije genskog biljega s fenotipom na određenim intervalima duž cijelog genoma. Obično se genotipiziraju biljezi na udaljenosti svakih 5 – 10 cM.
SNP (engl. single nucleotide polymorphism) je polimorfizam jednog nukleotida u kojem je jedan od četiri nukleotida (A, T, C ili G) zamijenjen drugim. SNP-ovi uzrokuju promjenu sekvencije DNK-a. U ljudskom genomu ima oko 15 milijuna SNP-a, od kojih 50.000 do 100.000 može promijeniti funkciju ili izražaj gena. 70% SNP-a ima frekvenciju u populaciji manju od 5 %, tako da ih nazivamo rijetkim SNP-om.

## Više informacija
- Gregor Mendel
- Thomas Hunt Morgan
- Luigi Luca Cavalli Sforza

### Grane genetike
- humana genetika
- molekularna genetika
- ekološka genetika
- genetičko inženjerstvo